# چهاربرج (مشهد)
چهاربرج روستایی در دهستان طوس بخش مرکزی شهرستان مشهد استان خراسان رضوی ایران است. یکی از محروم ترین روستاهای خراسان رضوی میباشد.

## جمعیت
بر پایه سرشماری عمومی نفوس و مسکن در سال ۱۳۹۵ جمعیت این روستا ۴٬۵۲۴ نفر (۱٬۳۰۷خانوار) بوده‌است.